# Kryseis
Kryseis var i grekisk mytologi dotter till en präst, Kryses, som levde i Troja.
Kryseis togs tillfånga av Akilles. Agamemnon tog henne från Akilles, men tvingades till slut av Apollon att återföra henne till fadern.